# Больторн
Больторн (давньосканд. Bǫlþórr або Bǫlþorn) — у скандинавській міфології крижаний велетень. Батько Міміра та Бестли, що стала матір'ю Одіна, Віллі та Ве.